# William Ludwig Detmold

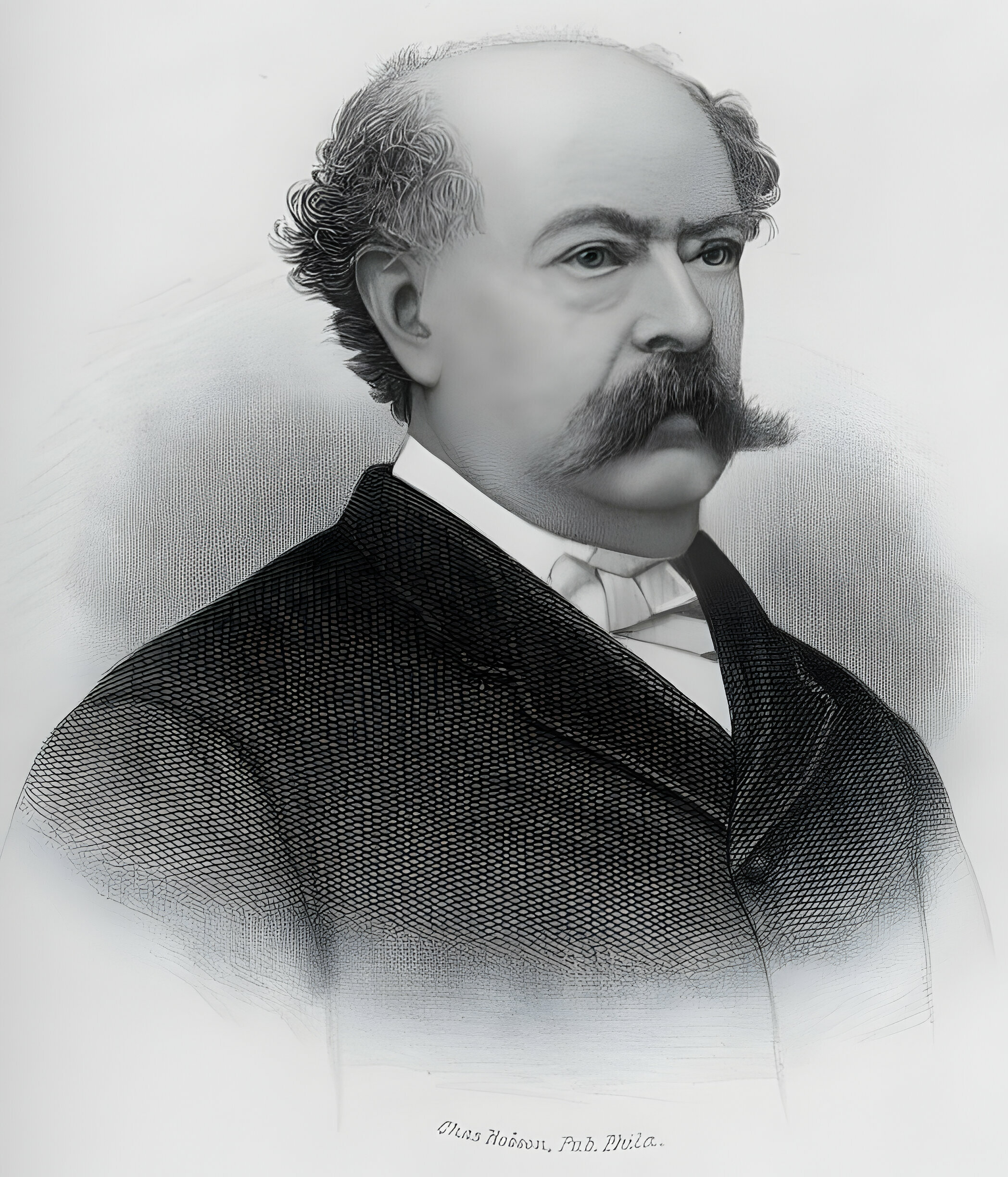
William Ludwig Detmold

William Ludwig Detmold (* 27. Dezember 1808 in Hannover; † 26. Dezember 1894 in New York City) war ein deutsch-amerikanischer Chirurg.
Der Sohn eines Arztes absolvierte sein medizinisches Studium 1830 an der Universität Göttingen und wurde Militärchirurg bei den königlich-hannoverschen Grenadieren. 1837 wanderte er in die USA aus und wurde dort ein bekannter Chirurg, der die orthopädische Chirurgie in den USA einführte. 1862 wurde er Professor für Militärchirurgie und Hygiene an der Columbia University.
Sein Bruder war der Ingenieur Christian Edward Detmold.